# Алпысов, Ермек Амантаевич
Ермек Амантаевич Алпысов (род. 20 декабря 1971 года) — казахстанский политический и хозяйственный деятель.

## Карьера
Уроженец села Неждановка Сергеевского района Северо-Казахстанской области. Окончив Алматинский государственный педагогический университет имени Абая (1993), начал трудовую деятельность в средней школе № 156 города Алматы в качестве учителя географии. 
В 1999—2001 годах работал бухгалтером в ТОО «Бектауата». С декабря 2001 года — государственный служащий в Алматинском областном управлении охраны окружающей среды (г. Талдыкорган), занимал должности ведущего специалиста, главного специалиста, инспектора, начальника отдела.
В июле 2004 года назначен заместителем акима Аксуского района Алматинской области. В 2005 году получил второе высшее образование — окончил Жетысуский государственный университет имени Ильяса Жансугурова по специальности экономист. В 2008 году назначен заместителем акима города Талдыкоргана. С января 2012 по ноябрь 2015 года — аким города Талдыкорган.
С 2015 по 2019 годы работал в отделе государственного контроля и организационно-территориальной работы администрации президента Республики Казахстан сначала государственным инспектором, затем заместителем заведующего отделом.
С марта 2019 по февраль 2021 года — вице-министр национальной экономики Республики Казахстан.
С февраля 2021 по январь 2024 года — заместитель акима Карагандинской области.
С января 2024 года — первый заместитель акима Карагандинской области.